# NGC 688
NGC 688 je spirální galaxie s příčkou v souhvězdí Trojúhelníku. Její zdánlivá jasnost je 12,5m a úhlová velikost 2,4′ × 1,5′. Je vzdálená 191 milionů světelných let, průměr má 130 000 světelných let. Galaxii objevil 16. září 1865 Heinrich Louis d’Arrest.